# Protestantyzm w Beninie
Protestantyzm w Beninie – jest mniejszością religijną, w kraju liczącym ponad 11 mln mieszkańców (2017). Obejmuje różne wyznania i denominacje i jest wyznawany przez ok. 10% społeczeństwa.
Według Operation World w 2010 roku największe wyznania protestanckie stanowili: zielonoświątkowcy (6,3%) i metodyści (1,5%). Do innych większych wspólnot należały: niezależne Kościoły ewangelikalne, baptyści, Kościoły Chrystusowe i adwentyści dnia siódmego.
Według Joshua Project największy odsetek chrześcijan ewangelikalnych w Beninie występuje wśród plemion: Burusa (25%), Fon (15,5%), Ife (15%), Ga (15%), Bariba (13%), Aja (11%) i Mossi (9%).

## Historia
W XIX wieku przybył do Beninu pierwszy misjonarz protestancki Thomas Birch Freeman, który zasadził metodyzm. Pierwszy kościół protestancki został założony w 1843 roku w miasteczku Abomey. Metodyści rozpoczęli misje wśród plemion Fon i Gun.
W 1933 założona została pierwsza zielonoświątkowa denominacja w Beninie – Kościół Cherubów i Serafinów. W 1938 powstały tam Zbory Boże, które stały się największą denominacją protestancką w kraju, z liczbą zwolenników szacowaną przez Kościół na 362 tysiące. W późniejszych latach pojawiały się kolejne misje zielonoświątkowców. W 1950 roku pracę rozpoczął Kościół Apostolski z Nigerii, 1965 – Kościół Zielonoświątkowy z Ghany, a około 1970 – Kościół Poczwórnej Ewangelii. W 1980 misjonarze z USA zakładają Kościół Bożych Proroctw, a w 1985 powstaje Zjednoczony Kościół Zielonoświątkowy.
W 1946 misjonarze Serving In Mission (SIM) zakładają Ewangeliczny Kościół Zachodniej Afryki. Około 1970 roku do Beninu przybywają adwentyści dnia siódmego, a Południowa Konwencja Baptystów z USA zakłada Kościół Baptystyczny.
W dniach 5–9 grudnia 2012 roku misjonarz Reinhard Bonnke przeprowadził krucjatę ewangelizacyjną w mieście Cotonou, w której brało udział setki tysięcy ludzi.

## Statystyki
Główne Kościoły protestanckie w 2010 roku według książki Operation World:
| Denominacja                                          | Liczba kościołów | Liczba wiernych | Procent ludności |
| ---------------------------------------------------- | ---------------- | --------------- | ---------------- |
| Zbory Boże                                           | 1050             | 275 000         | 3,0%             |
| Protestancki Kościół Metodystyczny w Beninie         | 400              | 136 000         | 1,5%             |
| Kościół Apostolski                                   | 629              | 88 000          | 0,96%            |
| Kościół Zielonoświątkowy (Ghana)                     | 273              | 45 300          | 0,49%            |
| Born Again Believers                                 | 490              | 44 100          | 0,48%            |
| Kościół Cherubów i Serafinów                         | 667              | 40 000          | 0,43%            |
| Zielonoświątkowy Kościół Wiary                       | 303              | 37 118          | 0,4%             |
| Unia Kościołów Ewangelicznych Beninu (UEEB)          | 449              | 32 918          | 0,36%            |
| Unia Protestancka Kościołów Baptystycznych w Beninie | 140              | 21 000          | 0,23%            |
| Zbory Uczniów Chrystusa                              | 145              | 18 792          | 0,2%             |
| Kościół Baptystyczny                                 | 320              | 17 800          | 0,19%            |
| Afrykański Kościół Przebudzeniowy                    | 105              | 16 128          | 0,18%            |
| Universal Evangelical Church                         | 116              | 13 920          | 0,15%            |

W 2017 r. Kościół Nazareński według własnych danych posiadał 60,5 tys. wiernych.